# Mago: la ascensión
Mago: la ascensión es un juego de rol, el tercero del Sistema Narrativo creado y desarrollado por White Wolf para dar vida a un entorno de criaturas sobrenaturales en un hábitat contemporáneo denominado Mundo de Tinieblas. En él los jugadores interpretan el rol de magos con asombrosos poderes. Su nombre original es Mage: The Ascension y su editor en España ha sido La Factoría de Ideas. El juego original fue publicado por primera vez en Estados Unidos en agosto de 1993.
En 1996 la segunda edición de Mago: La Ascensión ganó el premio Origins al mejor conjunto de reglas de rol de 1995 lo que incrementó el éxito y el prestigio del juego y afianzó esta edición como la mejor que se ha publicado de Mago hasta la fecha. Este premio supuso el empujón definitivo para la publicación de más juegos de rol que utilizan la segunda edición de las reglas del sistema narrativo (storyteller system).

## Ambientación
"Ocultos a los ojos del mundo, algunos hombres y mujeres han Despertado a una realidad muy diferente de la concebida por el paradigma de las masas humanas, y son capaces de alterar con su voluntad los cimientos de la física, la mente y la magia. Arropados por las sombras, estos individuos se agrupan en sociedades variopintas trazando planes para hacer de la tierra Su mundo. Así encontraremos desde magos de las Tradiciones (Orden de Hermes, Verbena, Eutánatos), hasta Tecnócratas (Iteración X, NOM, Progenitores), pasando por Merodeadores y Nefandos. A todos ellos se les conoce comúnmente como magos."
El juego está basado en el Mundo de Tinieblas en el que conviven, además, los juegos de Vampiro: la mascarada y Hombre Lobo: El Apocalipsis, entre otros.

### El Mundo
Los Magos son personas que poseen un Avatar Despertado, que es su alma mística. Esto le permite alterar la realidad, a medida que comprenden cómo funciona esta.
Se ven limitados por el paradigma del consenso, la realidad creada por el subconsciente total de la población. Este restringe su poder, y cuando quebranta la realidad (haciendo uso de la "magia vulgar"), responde por medio de la Paradoja, una fuerza que se acumula en el mago hasta causarle problemas que varían desde simples molestias, hasta el daño físico. También puede tomar la forma de Silencios (locura), Espíritus de la Paradoja que atacan al mago, y Reinos de la Paradoja que lo atrapan.
Para evitar esto ocultan su magia como simples coincidencias ("magia coincidente").
También los limita su propio concepto de la realidad y de su funcionamiento, o Paradigma, que les permite usar su arte solo de formas específicas.
Todos los magos tienen un objetivo que alcanzar, y al lograrlo alcanzan la Ascensión, un estado similar a la iluminación, que los lleva a ellos y a su Avatar a un destino desconocido más allá del mundo físico. Pocos magos lo logran, y sus Avatares lo seguirán intentando en otra reencarnación.

### Facciones
Hay cuatro grandes facciones de magos, que se enfrentan en un conflicto llamado la Guerra de la Ascensión, en la que se pone en juego el destino de la humanidad, pues cada facción intenta imponer su punto de vista sobre el Paradigma. Estas son las facciones, su visión de la Ascensión y sus grupos integrantes.
Las Tradiciones se distinguen por su necesidad de buscar afuera del esquema establecido, tanto sea buscando la iluminación de formas no aceptadas por la mayoría, o el retorno a antiguos esquemas místicos. De una u otra forma corresponden a la necesidad humana de independencia y libre albedrío
Los Tecnócratas se esfuerzan por mantener el control sobre la Realidad, clasificándola, estratificándola. Justifica sus acciones por el bien de "las Masas". Son la mayor fuerza de estaticidad presente en el Mundo de Tinieblas. 
En términos generales, La Tecnocracia considera que la verdad es única, universal y absoluta, y por tanto la realidad debe ser protegida de todos aquellos que la pueden desafiar (todo lo sobrenatural menos ellos, por supuesto); Las Tradiciones creen que la verdad es individual y desconocida, y por tanto solo puede hallarse tras incansables Búsquedas espirituales y viajes hacia el conocimiento interior de uno mismo, una agotadora senda de secretos, misterios y medias-verdades que pocos magos logran completar, incluso invirtiendo varias vidas en ello; los Nefandos consideran que la realidad debe ser destruida (la Entropía (o Wyrm) destruye para que las cosas puedan renacer y regresar al ciclo de la vida y la muerte); los Merodeadores, si fueran capaces de organizar sus pensamientos y conocimientos y organizarse entre ellos, pensarían que la verdad es mutable, variable y aleatoria, y la realidad no tiene forma, no obstante este conocimiento les ha llevado a la locura (es el precio por entender la fuerza primordial del Dinamismo, o Kaos).
Tradiciones
- Adeptos Virtuales (se unieron tras la Segunda Guerra Mundial, después de desprenderse de la Tecnocracia tras un conflicto político interno)
- Coro Celestial
- Cuentasueños
- Culto del Éxtasis
- Eutánatos
- Hermandad Akáshica
- Hijos del Éter (se unieron poco antes de la Primera Guerra Mundial, después de desprenderse de la Tecnocracia tras un grave conflicto de intereses relacionado con el Paradigma científico)
- Orden de Hermes
- Verbena

Hay un grupo, los Seres Huecos, que aunque no es oficialmente una Tradición, se mantienen cerca, y es posible que formen parte del Concilio en un futuro (su solicitud ha sido rechazada en incontables ocasiones, pero los acontecimientos sucedidos durante el año 1999 podrían forzar su entrada).
Tecnocracia
- Iteración X
- Ingenieros del Vacío
- Progenitores
- Nuevo Orden Mundial
- El Sindicato

Nefandos: Magos que en vez de buscar poder personal se alían con entidades malignas o deliberadamente destructivas, rara vez forman grupos excepto en forma de cultos oscuros que buscan corromper y torcer al género humano.
Merodeadores: Algunas veces la mente de los recién despertados no puede con el cambio, y su locura los encierra en un escenario de ensueño, un Silencio perpetuo. Donde las cosas suceden de acuerdo a los deseos del mago demente. Enemigos acérrimos de los Nefandos, los Merodeadores pueden parecer inmunes a la Paradoja, pero la verdad es que la mayor parte de las veces esta "resbala" sobre ellos sin causar mayor efecto. Al parecer no poseen ninguna clase de control o diligencia.

### La Magia
La magia tiene origen en la voluntad del mago y en su Areté (término usado para su iluminación y voluntad mística). Usando las herramientas de su arte el despertado puede alterar el mundo de acuerdo a su paradigma. A medida que el mago avanza, empieza a comprender que su voluntad es la única herramienta necesaria, y podrá hacer magia sin focos que lo ayuden. Aun así, suelen seguir apegados a ellos, siempre que la situación lo permita, ya que los ayuda concentrarse.
Un elemento a tener en cuenta en la magia es la Quintaesencia: un elemento omnipresente, que compone todos los patrones de la realidad, y que puede ser usada por un mago para potenciar su magia. Para hacerlo el mago debe tener a su disposición la quintaesencia de su Avatar, que luego tendrá que recargar mediante una fuente externa (con un objeto que contenga dicho elemento, o con un lugar de donde brote de forma natural o Nodo). La Quintaesencia también es necesaria para poder crear objetos de la nada usando la esfera de Cardinal (ver abajo).
Respecto a la Paradoja, cuando un mago se excede con la magia vulgar, la Paradoja ataca de diferentes maneras.
- Reacciones y Defectos: Puede dañar al mago e incluso a los que lo rodean (Reacción) o alterarlo de formas que van desde cambios molestos hasta deformidades, pero siempre son temporales (Defectos). La Reacción o Defecto siempre será acorde al tipo de efecto que hizo el mago.

- Espíritus y Reinos: Trae una Espíritu de la Paradoja que ataca al mago o lo atrapa en un Reino de la Paradoja situado en la Umbra, del que no podrá salir hasta que comprenda porque está ahí y encuentre la salida.

- Silencio: El mago se vuelve loco temporalmente, sufriendo una desviación hacia uno de los tres principios: estática, dinámica y entropía. esta modificación en la conducta del personaje varía según a que principio se acerca.

### Las Esferas
Para facilitar el proceso de comprenderla, la Realidad se separa en 9 partes o Esferas, que el mago estudia y comprende por separado. Estas nueve esferas son:
- Cardinal: el estudio del poder primordial del universo de la que están formadas todas las cosas, seres, mundos y pensamientos, a la que los magos llaman Quintaesencia.
- Correspondencia: relación entre lugares, situación, orientación y distancias.
- Entropía: el azar, la fortuna, el destino y la fuerza primordial de la justicia universal: la muerte y la destrucción, el ciclo de la vida.
- Espíritu: relaciones con el mundo astral llamado Umbra, donde el significado de las cosas se vuelve real, y con los Espíritus que lo pueblan (tanto los que sirven a Gaia y mantienen pactos con los Hombres Lobo, como los que sirven al Wyrm y pretenden la destrucción absoluta, pasando por lo meca-espíritus insectoides y arácnidos de la Tejedora o los despreocupados, violentos y fastidiosos del Kaos).
- Fuerzas: el control sobre todas las energías como la electricidad, el movimiento, la gravedad, el magnetísmo, la luz, el calor, la radiación, el sonido...
- Materia: manipulación de la materia inorgánica, capacidad para alterar las cualidades químicas de cualquier sustancia, realizando "milagros" alquímicos como transformar madera en oro... o aumentar la presión del agua hasta que estallen las tuberías, o quizá alterar el agua misma para convertirla en ácido.
- Mente: control sobre las percepciones, la inteligencia y los sentidos propios y de los demás. Esta esfera se refiere a la parte consciente de los seres diferenciada de su parte física y biológica.
- Tiempo: visiones a través del tiempo, trances que conducen a futuras posibilidades o sucesos pasados, premoniciones, precogniciones.
- Vida: la parte biológica de cualquier ser vivo, desde las bacterias y las algas hasta los seres humanos.

## Sistema de juego
El sistema de juego es el de White Wolf (el Sistema Narrativo) y en el caso de Mago: la ascensión los jugadores interpretan magos con capacidades para manipular el entorno (imaginario) del juego. Para ello se utiliza una mecánica de juego innovadora para invocar efectos mágicos, conocido como el sistema de esferas. Cada esfera representa un área de influencia que el mago conoce y que puede manipular. Así si tiene mayor puntuación en la esfera Vida, mejor podrá afectar a todos los cuerpos vivos (desde hacerlos crecer o disminuir, hasta matarlos o curarlos). La magia no está dispuesta en una lista de "hechizos" sino que los jugadores deberán narrar las acciones de sus personajes para que estos consigan manipular su entorno.
El control sobre las Esferas es gradual, de modo que para "percibir" una esfera sólo es necesario tener 1 rango en ella, modificar algo usando esa esfera implica tener 2 o 3 rangos en ella, y crear o generar algo de esa Esfera implica rangos 4 o 5.
Por ejemplo: Un mago desea observar lo ocurrido en una habitación hace 1 hora. La esfera implicada sería "Tiempo", y se precisaría tener 2 rangos en esta Esfera para manipularla. Si además se desea ver lo ocurrido más allá de la habitación, habría que combinarlo con "Correspondencia" a rango 2. Ver a través de los ojos de una persona implicaría además combinarlo con "Mente" a nivel 3. Y así sucesivamente. Cuanto más complicado sea un efecto, más Esferas implica y más rangos en esas esferas se necesitarán.
En 1996 Mago: La Ascensión ganó el premio Origins al mejor conjunto de reglas de rol de 1995 lo que incrementó el éxito y el prestigio del sistema narrativo y supuso el empujón definitivo para la publicación de una segunda edición de otros juegos de rol de Mundo de Tinieblas basados en criaturas sobrenaturales como Wraith: El Olvido y Changeling: El Ensueño, así como de juegos spin - off como Mago: La Cruzada que también utilizan el sistema narrativo (storyteller system). Además, a raíz del premio el sistema se exportó por primera vez a juegos que no forman parte del mundo de tinieblas como Street fighter: The storyteller game.

## Suplementos
Mago: la ascensión tiene numerosos suplementos en varios idiomas, incluidos el inglés, francés, alemán, portugués o español. Algunos de los más interesantes los encontraréis a continuación.
- El Libro de los Mundos / The Book of Worlds
- Guía de la Tecnocracia / Guide to the Technocracy
- El Libro de las Sombras / The Book of the Shadows
- Mage Storyteller Handbook
- Telaraña Digital 2.0 / Digital Web 2.0
- Tradition Book: Order of Hermes

## Historia del juego
Mage: The Ascension se publicó por primera vez en 1993 de la mano de White Wolf por Stewart Wieck, pero no fue hasta 1996 con la segunda edición desarrollada por Phil Brucato cuando Mage: The Ascension se lanzó al estrellato, ganando el prestigioso premio GAMA por ser el mejor juego de rol del año. La tercera y última edición que se publicó fue Mage: The Ascension Revised (2000) que no alcanzó las cotas de popularidad de su antecesor.
La editorial también publicó una ambientación para el juego conocida como Mage: The Sorcerers Crusade (en español se llamó Mago: La Cruzada), que ponía a los mismos magos en escena pero ambientado en el Renacimiento. Aprovechando el éxito de la franquicia, White Wolf publicó también el juego Dark Ages: Mage (Edad Oscura: mago) en el que la acción se trasladaba a la edad media, con todos los cambios en la ambientación y en la sociedad mágica que esto implicaba aunque con un sistema de reglas diferente que basaba la magia en pilares en lugar de en esferas lo que no fue del agrado de los aficionados y que en comparación con los otros no fue demasiado exitoso.
El sucesor «espiritual» de Mago: la ascensión fue aparentemente Mago: el despertar, publicado en agosto de 2005 en Estados Unidos, sin embargo en el año 2015 verá la luz la publicación de la edición 20 aniversario de Mago: La Ascensión que se espera sea la mejor edición de Mago hasta la fecha y cuya idea es seguir con la filosofía que llevó al éxito que tuvo la segunda edición del juego.

## Traducciones al español
La primera edición del juego se publicó en inglés en el año 1993 y nunca ha sido traducida. Las dos siguientes ediciones de Mago: la ascensión fueron traducidas al español por la editorial madrileña La Factoría de Ideas, la segunda en 1996 y la segunda edición revisada en 2000.